# CD Universidad Católica del Ecuador
Club Deportivo Universidad Católica là câu lạc bộ bóng đá thành lập ở Quito, Ecuador.

## Danh hiệu
Regional
- Campeonato Professional Interandino (1): 1965

National
- Serie B (3): 1990 E1, 2007, 2012